# Żydowski Komunistyczny Związek Robotniczy w Polsce
Żydowski Komunistyczny Związek Robotniczy w Polsce – żydowska partia komunistyczna działająca w Polsce w latach 1922–1923.
W 1921 w Bundzie powstała komunistyczna frakcja, która w 1922 usamodzielniła się przyjmując nazwę Żydowskiego Komunistycznego Związku Robotniczego w Polsce (tzw. Kombund). Organizacja ta została przyjęta do III Międzynarodówki. Na początku 1923 partia wstąpiła do Komunistycznej Partii Robotniczej Polski.